# Johannes Hoff Thorup
Johannes Hoff Thorup (Frederiksberg, Dinamarca, 19 de febrero de 1989) es un entrenador de fútbol danés. Actualmente está sin club.

## Trayectoria
Thorup jugó fútbol juvenil en Frederiksberg y en el Akademisk Boldklub, pero nunca pudo debutar como futbolista profesional. A partir del 2012, comenzó a entrenar las divisiones juveniles del AB.
En 2015, se convirtió en entrenador juvenil del FC Nordsjælland y fue ascendido como asistente técnico de Flemming Pedersen en 2021. El 7 de enero de 2023 fue nombrado al frente del primer equipo. Luego de 18 meses en el cargo, dejó su puesto en el club en mayo de 2024.
El 30 de mayo de 2024, fue anunciado como entrenador del Norwich City y firmó un contrato por tres temporadas. El 22 de abril de 2025, fue despedido después de una serie de malos resultados que impidieron al equipo clasificar a los play-offs por el ascenso a la Premier League.

## Clubes

### Como entrenador
| Club            | País       | Año       |
| --------------- | ---------- | --------- |
| FC Nordsjælland | Dinamarca  | 2023-2024 |
| Norwich City    | Inglaterra | 2024-2025 |

## Estadísticas como entrenador
| Equipo                  | Div.                | Temporada           | Liga | Liga | Liga | Liga | Liga |    | Copa | Copa | Copa | Copa |   | Internacional | Internacional | Internacional | Internacional | Internacional |   | Otros | Otros | Otros | Otros |    | Totales     | Totales | Totales | Totales | Totales | Totales | Totales | Totales |
| Equipo                  | Div.                | Temporada           | PD   | G    | E    | P    | Pos. | PD | G    | E    | P    | PD   | G | E             | P             | Pos.          | PD            | G             | E | P     | PD    | G     | E     | P  | Rendimiento | GF      | GC      | Dif.    |         |         |         |         |
| ----------------------- | ------------------- | ------------------- | ---- | ---- | ---- | ---- | ---- | -- | ---- | ---- | ---- | ---- | - | ------------- | ------------- | ------------- | ------------- | ------------- | - | ----- | ----- | ----- | ----- | -- | ----------- | ------- | ------- | ------- | ------- | ------- | ------- | ------- |
| Nordsjælland Dinamarca  | 1.ª                 | 2022-23             | 15   | 5    | 5    | 5    | 2.º  | 4  | 3    | 0    | 1    | -    | - | -             | -             | -             | -             | -             | - | -     | 19    | 8     | 5     | 6  | 50.88%      | 34      | 30      | +4      |         |         |         |         |
| Nordsjælland Dinamarca  | 1.ª                 | 2023-24             | 32   | 16   | 10   | 6    | 4.º  | 6  | 3    | 1    | 2    | 10   | 6 | 2             | 2             | FG            | -             | -             | - | -     | 48    | 25    | 13    | 10 | 61.11%      | 97      | 50      | +47     |         |         |         |         |
| Nordsjælland Dinamarca  | Total               | Total               | 47   | 21   | 15   | 11   | -    | 10 | 6    | 1    | 3    | 10   | 6 | 2             | 2             | -             | -             | -             | - | -     | 67    | 33    | 18    | 16 | 58.21%      | 131     | 80      | +51     |         |         |         |         |
| Norwich City Inglaterra | 2.ª                 | 2024-25             | 44   | 13   | 14   | 17   | Inc. | 3  | 1    | 0    | 2    | -    | - | -             | -             | -             | -             | -             | - | -     | 47    | 14    | 14    | 19 | 39.72%      | 71      | 77      | -6      |         |         |         |         |
| Norwich City Inglaterra | Total               | Total               | 44   | 13   | 14   | 17   | -    | 3  | 1    | 0    | 2    | -    | - | -             | -             | -             | -             | -             | - | -     | 47    | 14    | 14    | 19 | 39.72%      | 71      | 77      | -6      |         |         |         |         |
| Total en su carrera     | Total en su carrera | Total en su carrera | 91   | 34   | 29   | 28   | -    | 13 | 7    | 1    | 5    | 10   | 6 | 2             | 2             | -             | -             | -             | - | -     | 114   | 47    | 32    | 35 | 50.59%      | 202     | 157     | +45     |         |         |         |         |
| 1. 2.                   |                     |                     |      |      |      |      |      |    |      |      |      |      |   |               |               |               |               |               |   |       |       |       |       |    |             |         |         |         |         |         |         |         |

### Resumen por competiciones
| Competición                 | Partidos | Ganados | Empatados | Perdidos | %      | Resultado      |
| --------------------------- | -------- | ------- | --------- | -------- | ------ | -------------- |
| Superliga de Dinamarca      | 47       | 21      | 15        | 11       | 55.32% | Subcampeón     |
| Copa de Dinamarca           | 10       | 6       | 1         | 3        | 63.33% | Semifinales    |
| EFL Championship            | 44       | 13      | 14        | 17       | 40.16% | 14.º lugar     |
| FA Cup                      | 1        | 0       | 0         | 1        | 0%     | Tercera ronda  |
| EFL Cup                     | 2        | 1       | 0         | 1        | 50%    | Segunda ronda  |
| Liga Conferencia de la UEFA | 10       | 6       | 2         | 2        | 66.67% | Fase de grupos |
| TOTAL                       | 114      | 47      | 32        | 35       | 50.59% | Sin Títulos    |